# Ceftobiprol
Ceftobiprolul (cu denumirea comercială Zevtera, comercializat sub formă de ceftobiprol medocaril) este un antibiotic din clasa cefalosporinelor de generația a cincea, utilizat în tratamentul pneumoniilor comunitare și nosocomiale. Este activ și împotriva stafilococului auriu meticilino-rezistent (MRSA) și Pseudomonas aeruginosa.

## Utilizări medicale

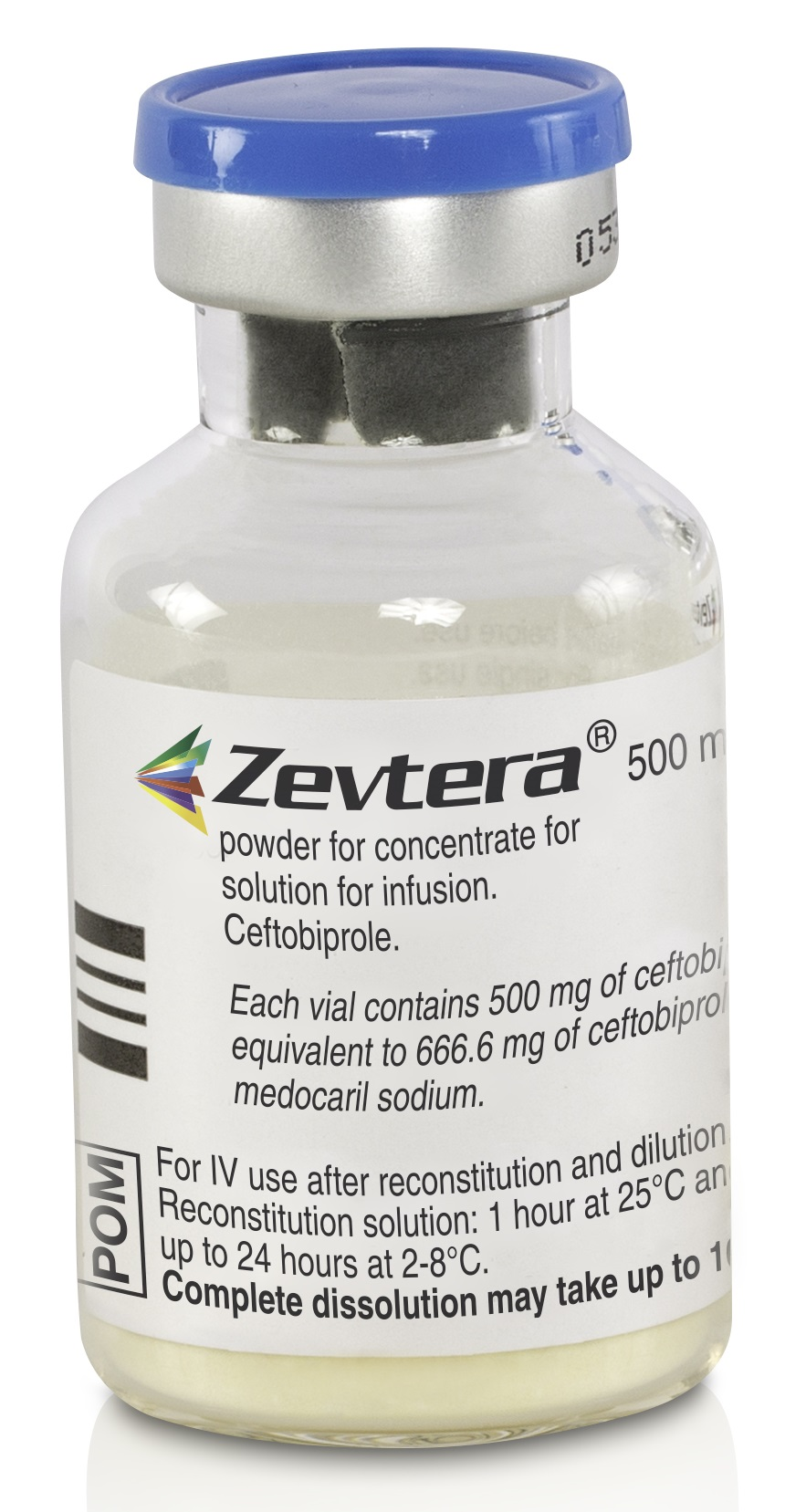
Flacon cu pulbere pentru soluție injectabilă